# Сан Себастијано (Торино)
Сан Себастијано је насеље у Италији у округу Торино, региону Пијемонт.
Према процени из 2011. у насељу је живело 30 становника. Насеље се налази на надморској висини од 381 м.